# 오스트리아 연방군
오스트리아 연방군(-聯邦軍, 독일어: Österreichisches Bundesheer 외스터라이히셰스 분데스헤어[*])은 오스트리아 공화국의 군대이다. 오스트리아는 내륙국이기에 해군은 없고 육군, 공군으로 구성된다.

## 구성
연방육군은 합동전력사령부(Streitkräfteführungskommando; SKFüKdo), 작전지원사령부(Kommando Einsatzunterstützung KdoEU[*]), 합동지도지원중추부(Führungsunterstützungszentrum; FüUZ)로 이루어져 있으며, 육군(Landstreitkräfte), 공군(Luftstreitkräfte), 국제임무군(Internationale Einsätze), 특수부대인 엽병사령부(Jagdkommando)가 합동전력사령부에 이루어져있다.

## 역사
합스부르크 제국의 황제군에서 기원하였으며 이후 오스트리아 제국군, 오스트리아-헝가리 제국군의 직접적인 후신이다.
제국주의 시절 오스트리아는 군사 강국 중 하나로 세계 상위권인 대규모 육군 및 해군 강국 중 하나였다. 하지만 제1차 세계 대전에 패배하면서 내륙국화가 되었으며 해군은 해체되고 육군과 국가가 분열되었으며, 상당수의 유고슬라비아 및 헝가리와 체코슬로바키아군 등 규모가 대폭 축소되었다. 이후 나치 독일에 합병된 후 테레지아 육군사관학교는 독일군이 교장을 맡았고, 오스트리아 육.해군 출신들 중 많은 이들이 징병 혹은 지원하여 독일 국방군이나 슈츠슈타펠 등에 복무, 제2차 세계 대전에 참전했다. 특히 육군 산악병과는 오스트리아 출신들이 굉장히 많았다. 종전 후 10년 동안 연합국의 통치를 받다가 1955년 영세중립국이 되는 조건으로 다시 육군과 공군 재창설을 허가받아, 현재까지 명맥을 이어가게 되었다. 
과거 오스트리아는 국방 분야에서 독일(서독)보다 더 강력한 제재를 받아 왔다. 그나마 서독은 냉전 당시 최전선이라서 재무장을 충실히 할 수 있었지만 오스트리아는 영세중립국을 조건으로 독립했기 때문이었다. 그래서 경제적으로나 문화적으론 서구에 가까웠지만 나토 가입을 할 수 없었다. 이로 인해 오스트리아군의 수준은 상당히 열악한 편이었다. 국가 자체는 대신 국방비를 그만큼 적게 투자하고 중립국으로서 나토와 바르샤바 조약기구 양측으로부터 안전 보장을 받을 수 있게되었다.

## 병력
병력 수는 53,000명이며, 이 중 직업군인은 16,000명, 징집병은 7,000명, 민병대는 30,000명이다. 복무 및 소집가능 여부와 별개로 편성만 되어있는 50세까지로 구성된 예비역 자원은 약 945,000명으로 추정된다.

## 병역 제도
오스트리아는 징병제 국가이며, 병역 대상자는 만18세 이상의 남성이며, 자원 입대 연령은 만17세부터 가능하다. 복무 기간은 1971년 이전까지 9개월이었으나, 1971년부터 6개월로 단축하였다. 
의무적으로 6개월간의 군사훈련을 받아야하나 대체복무 제도가 잘 마련되있고, 징집률도 매우 낮은편이기 때문에 현역 복무비율은 2018년 기준 19%에 불과하다.
과거 징집병들은 9개월간 현역 복무를 마치고, 전역 후 20년 동안 2년마다 4일간의 민병대 소집 훈련을 받았으나, 1971년부터 편성 기간을 10년으로 줄이고 그 기간 동안 총 60일 훈련을 받는 것으로 변경되었다. 동시에 복무 기간도 6개월로 조정되었다.
2006년 6개월간 군사훈련 또는 대체복무를 마치면 추가적인 민병대 소집 훈련 없이 예비역으로만 편성시키는 것으로 한 차례 개정되었다. 군사훈련을 받는다는 점에서 스위스의 병역 제도에 비슷해 보이지만, 스위스와 달리 예비군 소집 훈련을 하지 않는다.
2013년 1월 20일 모병제 전환 여부를 위한 징병제 유지 찬반에 대한 국민 투표를 통해 실시하였으나, 59.7%가 징병제 유지에 찬성을 보내 징병제를 유지하기로 결정하였다.